# 町田勝弘
町田 勝弘（まちだ かつひろ、1953年11月15日 - ）は、日本の農水官僚。元農林水産事務次官。

## 人物
東京大学法学部卒業。1976年農林省に入省。1981年筑波大学大学院経営・政策科学研究科修了。各課の課長補佐を経て、1994年香川県に出向。1997年に畜産局食肉鶏卵課長。その後も畜産局や生産局で長く勤務した。2006年に消費・安全局長。総合食料局長、水産庁長官を経て、2010年農林水産事務次官。2012年辞職。
日本中央競馬会（JRA）副理事長在任中の2016年にサイクリングツアーで、兵庫県三田市の兵庫県道から小川に転落し重傷を負った。2019年にはJRAのテオブロミン問題を受けて戒告処分となった。のち、JRAファシリティーズ代表取締役会長。
2024年、瑞宝重光章受章。

## 略歴
- 1976年4月：農林省入省
- 1983年8月：農蚕園芸局企画課企画官
- 1984年9月：構造改善局総務課企画官
- 1984年9月：構造改善局就業改善課課長補佐(総括)
- 1987年1月：経済局農業協同組合課課長補佐(総務班担当)
- 1989年7月：大臣官房文書課課長補佐(法令)
- 1990年9月：大臣官房文書課課長補佐（総括）
- 1991年8月：農蚕園芸局企画課首席企画官[6]
- 1994年：香川県農林水産部長[7]
- 1997年：畜産局食肉鶏卵課長
- 1999年：畜産局畜産経営課長
- 2000年：畜産局畜政課長
- 2001年：生産局総務課長
- 2002年：大臣官房審議官兼生産局
- 2004年7月：生産局畜産部長
- 2006年8月：消費・安全局長[8]
- 2008年1月：総合食料局長
- 2009年7月：水産庁長官
- 2010年7月：農林水産事務次官
- 2012年9月：辞職
- 2013年5月：JA共済総合研究所理事長
- 2016年3月：日本中央競馬会副理事長[9]